# ۳۶۱ (پیش از میلاد)
۳۶۱ (پیش از میلاد) ۳۶۱مین سال قبل از تقویم میلادی است.